# Mylène Amon
Mylène Françoise Amon (née en 1993 et originaire de Grand-Bassam) est une portraitiste et paper-artiste ivoirienne. Elle est la pionnière du Paper Art en Côte d'Ivoire. Le 1er juillet 2025, elle entre dans le livre Guinness des Records en réalisant 203 fleurs d’origami en une heure, établissant ainsi un nouveau record mondial.

## Biographie

### Origine, famille et cursus estudiantin
Mylène Françoise Amon, née en 1993, est originaire de Grand-Bassam. Aînée d'une fratrie de quatre enfants, elle a obtenu un brevet de technicien supérieur en gestion commerciale.

### Carrière artistique

#### Début dans l'art
Après l'obtention de son brevet, Mylène s’oriente vers des activités liées à l’art et à la créativité. Autodidacte, elle explore divers métiers artistiques, notamment celui de maquilleuse esthétique et cinématographique, de créatrice de mode spécialisée dans la confection de tenues tradi-modernes, ainsi que de décoratrice et portraitiste,. Dans sa quête de valorisation de l’esthétique et de l’innovation, elle crée le concept Usine florale.

#### Pionnière du Papy Art en Côte d'Ivoire
En novembre 2020, Mylène décide d’explorer une nouvelle forme d’expression artistique dénommée le Paper Art. N’ayant aucune formation en arts plastiques, elle se forme en autodidacte à l'aide des recherches sur internet et de tutoriels vidéo. En janvier 2021, elle crée ses premières œuvres et diversifie ses réalisations en proposant des objets originaux. Elle se fait remarquer pour ses portraits en papier de figures emblématiques, telles que Émerse Faé, Marie Paule Adjé, et Maureen Ayité,,. Par son style distinctif et son approche innovante de l’utilisation du papier comme médium artistique, Mylène Amon devient une figure incontournable du Paper Art en Côte d'Ivoire.

#### Mylène dans le livre Guinness des records
À travers son projet intitulé La Côte d'Ivoire en portrait,, Mylène Amon entre dans l'histoire de l'art contemporain en réalisant 132 portraits en illusion d'optique sur papier en 120 heures du 5 au 10 février 2025 au stade BAE de Yopougon (Abidjan). Elle a battu le record mondial détenu par l'artiste nigérian Chancelor Agard qui était  de 100 portraits en 100 heures,. Ce défi artistique a mis en lumière des figures emblématiques de la Côte d'Ivoire, notamment des personnalités politiques, religieuses et culturelles, des entrepreneurs et des artistes,,,. Mais cet exploit reste invalide.
Le 1er juillet 2025 à Abidjan, Françoise effectue une seconde tentative en modifiant son angle d’approche. Elle parvient à réaliser 203 fleurs d’origami en une heure, établissant ainsi un nouveau record mondial. Elle entre officiellement dans le livre Guinness des Records et reçoit son certificat,,.